# 344 г. пр.н.е.
344 (триста четиридесет и четвърта) година преди новата ера (пр.н.е.) е година от доюлианския (Помпилийски) римски календар. По това време е известна като годината на консулството на Рутил и Торкват (или по-рядко 410 година Ab urbe condita). Наименованието 344 пр. н. е. за тази година се използва от ранния средновековен период, когато летоброенето след Христа става преобладаващият метод в Европа за именуване на години.

## Събития

#### В Персийската империя
- Царят на Кария, Идрий, умира, като в завещанието си оставяи Персийската сатрапия на сестра си Ада, за която е женен.

#### В Гърция
- Атинският държавник Демостен пътува до Пелопонес, за да откъсне колкото се може повече градове от влиянието на Македония, но усилията му като цяло са неуспешни. Повечето от пелопонесците виждат във Филип II гарант за свободата си, затова изпращат съвместни посланици в Атина, за да изразят недоволството си срещу дейността на Демостен. В отговор на тези оплаквания Демостен представя Втората Филипика, труд, който е яростна атака срещу Филип II.

#### В Сицилия
- Аристокрацията на Сиракуза се обръща към своя град-майка Коринт за подкрепа срещу тирана Дионисий II. Коринтският пълководец Тимолеон е избран да ръководи освободителните сили в Сицилия. Пристигайки в Тауромениум (Таормина) на 21 март, Тимолеон се изправя срещу две армии, едната под командването на Дионисий, а другата под командването на Хицетас (тиран на близкия Лентини), който също е извикал картагенски сили. Чрез хитра тактика Тимолеон побеждава враговете си и окупира Сиракуза.
- Дионисий II отива отново в изгнание след успешното нахлуване на Тимолеон от Коринт.

### Други
- Гръцкият философ и учен Аристотел пътува от Асус до Лесбос, за да изучава естествената история, особено морската биология.

## Починали
- Идрий, цар на Кария